# Wiaczesław Tankowski
Wiaczesław Serhijowycz Tankowski, ukr. В'ячеслав Сергійович Танковський (ur. 16 sierpnia 1995 roku w Nowomoskowśku, w obwodzie dniepropetrowskim, Ukraina) – ukraiński piłkarz, grający na pozycji pomocnika.

## Kariera piłkarska

### Kariera klubowa
Wychowanek klubów Szachtar Donieck i UOR Donieck, barwy których bronił w juniorskich mistrzostwach Ukrainy (DJuFL). 1 sierpnia 2012 rozpoczął karierę piłkarską w młodzieżowej drużynie Szachtara Donieck, a 24 lipca 2015 został wypożyczony na rok do Zorii Ługańsk. 2 sierpnia 2015 debiutował w Premier-lihdze. Od 16 sierpnia 2017 gra na zasadach wypożyczenia w FK Mariupol. 22 lutego 2019 zasilił skład Arsenału Kijów. 5 sierpnia 2019 ponownie został wypożyczony do FK Mariupol.

### Kariera reprezentacyjna
W 2015 występował w młodzieżowej reprezentacji Ukrainy. Wcześniej bronił barw juniorskich reprezentacjach Ukrainy różnych kategorii wiekowych.

## Sukcesy i odznaczenia
- mistrz Ukrainy: 2017
- zdobywca Pucharu Ukrainy: 2017